# كشف مستعجل (مسلسل)
كشف مستعجل هو مسلسل كوميدي مصري يعرض في شهر رمضان عام 1444 هـ/2023. وبطولة مصطفى خاطر، محمد عبد الرحمن، هنادي مهنا وإلهام وجدي، من تأليف إيهاب بليبل ومن إخراج شادي الرملي.

## قصة المسلسل
تدور أحداث المسلسل حول الطبيب سهام، الذي يلتقي بمريض ذا طابع خاص، مريض برتبة قاتل محترف!. سيخوض كلاهما بعد تلك المقابلة مغامرات عبر جرائم قتل متعددة.

## طاقم التمثيل
- مصطفى خاطر: (يوسف)
- محمد عبد الرحمن: (د. سهام)
- هنادي مهنا: (علياء)
- إلهام وجدي: (نيللي)
- لافينيا نادر: (سارة (طفلة))
- إيمي طلعت زكريا
- ريما مصطفى: (يارا)
- محمد لطفي: (الجزاز)
- محمد علي رزق: (أمجد)
- هناء الشوربجي: (والدة سهام)
- ليلى عز العرب: (والدة يوسف)
- عزت زين: (عز الرجال)
- مصطفى عبد السلام: (كابتن نصر كباكا)
- أحمد يونس

## فريق العمل
- تأليف: إيهاب بليبل
- إخراج: شادي الرملي
- إنتاج: كي ميديا برودكشن، واتش إت